# Nővérek szabadlábon
A Nővérek szabadlábon (eredeti cím: Nobody's Fool) 2018-as amerikai romantikus filmvígjáték, amelyet Tyler Perry írt és rendezett. A főszerepben Tiffany Haddish, Tika Sumpter, Omari Hardwick, Mehcad Brooks, Amber Riley és Whoopi Goldberg látható. A film Tyler Perry első R-kategóriás vígjátéka, és egyben az első olyan filmje, amelyet nem a Lionsgate forgalmaz.
A film 2018. november 2-án jelent meg az Egyesült Államokban a Paramount Pictures forgalmazásában. Általánosságban negatív kritikákat kapott, de Haddish és Goldberg alakítását dicsérték. Világszerte 33 millió dolláros bevételt hozott, ezzel Perry egyik legalacsonyabb bevételű filmje lett.

## Rövid történet
Egy nő kiszabadul a börtönből, és újra találkozik a nővérével. Hamarosan rájön, hogy a nővére online kapcsolatban áll egy férfival, aki nem az, akinek látszik.

## Szereplők
| Szerep         | Színész          | Magyar hang        |
| -------------- | ---------------- | ------------------ |
| Tanya          | Tiffany Haddish  | N/A                |
| Danica         | Tika Sumpter     | Bogdányi Titanilla |
| Frank Johnson  | Omari Hardwick   | Varga Gábor        |
| Lola           | Whoopi Goldberg  | Kocsis Mariann     |
| Kalli          | Amber Riley      | Kokas Piroska      |
| Charlie        | Mehcad Brooks    | Galambos Péter     |
| Lauren Meadows | Missi Pyle       | Bertalan Ágnes     |
| Lawrence       | Chris Rock       | Gacsal Ádám        |
| Thug           | Michael Blackson | N/A                |

## Gyártás
2018 márciusában bejelentették, hogy Tiffany Haddish, Tika Sumpter és Omari Hardwick szerepet kapott az akkor még The List címen futó filmben, amelyet Tyler Perry ír és rendez, valamint producerként is közreműködik a Tyler Perry Studios nevű cégének égisze alatt. Ugyanebben a hónapban Whoopi Goldberg, Amber Riley és Missi Pyle is csatlakozott a stábhoz. Később a film a Nobody's Fool címet kapta.
A forgatás 2018 áprilisában kezdődött a Georgia állambeli Atlantában.

## Megjelenés
A filmet az Egyesült Államokban 2018. november 2-án mutatták be a Paramount Pictures gyártásában.

### Bevétel
A Nővérek szabadlábon 31,7 millió dolláros bevételt hozott az Egyesült Államokban és Kanadában, míg más területeken 1,8 millió dollárt, így világszerte összesen 33,5 millió dollárt gyűjtött.
Az Egyesült Államokban és Kanadában A diótörő és a négy birodalom és a Bohém rapszódia mellett került a mozikba, és a nyitóhétvégén 12-14 millió dolláros bevételre számítottak 2468 moziban. Az első napon 4,8 millió dollárt hozott, ebből 600 000 dollárt a csütörtök esti előzetesekből.  A film 14 millió dollárral debütált, ezzel a harmadik helyen végzett a bevételi listán, és a Perry rendezte filmek legalacsonyabb nyitó hétvégi bevételei között volt. A második héten 53%-ot visszaesett 6,5 millió dollárra, és a hetedik helyen végzett.

## Fogadtatás
A Rotten Tomatoes-on a film 43 értékelés alapján 26%-os minősítést kapott, 4,2/10-es átlagértékeléssel. A weboldal kritikai konszenzusa szerint: „A filmnek van két erős főszereplője és néhány jelenete, amelyek kiemelik Tiffany Haddish tehetségét - mindezek pedig csak még frusztrálóbbá teszik az ötlettelen végkimenetelt”. A Metacritic-en a film átlagpontszáma 39 a 100-ból, 11 kritikus szerint, ami „általánosságban kedvezőtlen kritikát” jelent.